# 北朝鮮のロシア派兵
北朝鮮のロシア派兵（きたちょうせんのロシアはへい）とは、2024年10月以降、朝鮮民主主義人民共和国（北朝鮮）が朝鮮人民軍を、ロシア（ウクライナとの戦闘地域）に派遣した出来事。

## 概要
2022年ロシアのウクライナ侵攻において、ロシア側として参戦するためであった。ロシアのプーチン政権が抱える人的資源不足の状態と、国際社会による対北朝鮮制裁などの影響で不足した外貨を獲得したい金正恩政権の思惑が一致して実現したものと分析される。
英国放送協会の報道によると、派遣された部隊の多くは、北朝鮮最精鋭の朝鮮人民軍第11軍団（いわゆる「暴風軍団」）の出身であり、同部隊は敵陣地への潜入、インフラストラクチャーの破壊、暗殺の訓練を受けているとされる。日本放送協会（NHK）によると、ロシアは北朝鮮部隊の受け入れを「プロジェクト・ボストーク」（日本語で東方計画の意）と命名している。
2025年1月には実際にウクライナ軍によって北朝鮮軍兵士が捕虜となり、大韓民国国家情報院もこれを事実と確認しているものの、当初ロシアと北朝鮮は双方とも派兵の事実を公式には認めなかった。しかし両国は同年4月下旬には北朝鮮兵の参戦を認めた。
北朝鮮国内でも、2025年6月30日、朝鮮中央テレビが平壌市内で開かれた露朝関連の行事で、金正恩が戦死した兵士の棺を国旗で覆う写真を報じた。

## 背景
2022年ロシアのウクライナ侵攻では、北朝鮮はロシア側に与した数少ない国の一つとなった。2024年6月、ロシア大統領のプーチンが訪朝。北朝鮮総書記の金正恩との間で首脳会談行い、軍事や経済に関する「包括的戦略パートナーシップ条約」を締結。この前後から、ロシア連邦軍が北朝鮮製の短距離弾道ミサイル（KN-23）をウクライナに向けて使用するようになり、あわせて朝鮮人民軍の士官、弾道ミサイルに関連した軍人もウクライナの最前線であるドネツク州などに配置させたとする報道が行われるようになった。また、多数の朝鮮人民軍兵士についてもロシア国内に移動、ウスリースクやウラン・ウデ郊外の基地に駐留して訓練を重ねていることが伝えられると、韓国当局は、派遣規模について暴風軍団（特殊部隊）を含む4旅団約1万2000人と推定した。外交筋の情報として、2024年8月頃に金正恩がプーチンに対して北朝鮮が最大10万人の兵士を派遣する用意があると提案し、その見返りに北朝鮮はロシアの最新の軍事技術を得たい思惑があったと報じられている。また長期化するウクライナ侵攻で、ロシア軍の兵士不足は深刻化している。そうした中、ウクライナはロシア西部のクルスク州に侵攻し占領しており、ロシアはこの占領地域の奪還を目指して、北朝鮮兵士を受け入れたとの見方もある。

## 経過
2024年10月8日、韓国国防部長官の金龍顕が国会の国防委員会に出席し、北朝鮮がウクライナに軍を派遣する可能性について「非常に高い」とした。また、ウクライナのメディアが4日に北朝鮮の将校6人がウクライナ軍のミサイル攻撃で死亡したと報じたことについても「事実である可能性が高い」と述べた。15日ウクライナの複数メディアが情報機関関係者からの話として、北朝鮮兵士最大で3,000人からなる部隊をロシアが編成したと報じた。また一部メディアは、既にクルスク州やブリャンスク州で北朝鮮兵士が確認されており、脱走兵もいると伝えた。
18日、韓国国家情報院は、北朝鮮が軍特殊部隊の約1,500人を極東ロシアのウラジオストクに移送したことを確認したと明らかにし、北朝鮮が「参戦を始めた」との見解を示した。国家情報院はまた、北朝鮮兵士は訓練を受けたあと前線に投入されるとみられ、ロシアの軍服や武器が支給され、同国の少数民族に偽装するためとみられる偽の証明書も発給されたと指摘した。同日、ウクライナ文化情報省の戦略コミュニケーション・情報安全保障センターが、北朝鮮兵士がロシア国内の訓練施設で装備品を受け取る様子とする30秒の動画を公開した。同組織トップは「動画は北朝鮮がロシア側について戦争に参加している最初の証拠だ」とし、各国にウクライナ支援強化を訴えた。
21日、ロシア大統領府報道官のドミトリー・ペスコフが、北朝鮮兵士派遣についての韓国の発表は「食い違っている情報が多い」と指摘し詳しい言及を避けた。一方、韓国外交部の金烘均第1次官はソウルに駐在するロシアのジノビエフ駐韓大使を呼び出し、北朝鮮部隊をウクライナに派遣させないよう要求した。22日、イギリス国防大臣のジョン・ヒーリーが同国議会で「北朝鮮の数百人規模の戦闘部隊がロシアへの移動を始めた可能性が極めて高い」と述べ、深刻な状況と評した。アメリカ大統領補佐官のジョン・カービーは23日、「今月上旬から中旬までに北朝鮮の兵士少なくとも3,000人がロシア東部に移動したとみている」と明らかにした。
韓国国防部の金は24日、北朝鮮が特殊部隊の兵士などさらに約1万2,000人を近くロシアに派遣するという見方を示し、「『派兵』ではなく『よう兵』という表現が適切だ」と述べた。この時点で韓国情報機関は既に3,000人が派兵されたと分析していた。

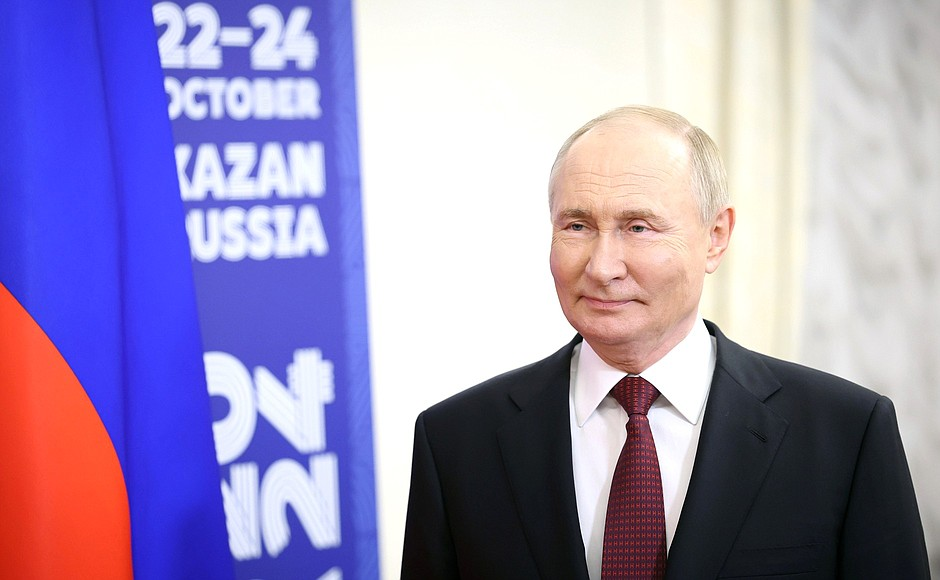
第16回BRICS首脳会議で議長を務めたプーチン。

同日、ウクライナ国防省がロシア東部で訓練を受けた最初の北朝鮮部隊がクルスク州に到達したと発表した。一方プーチンは同日、第16回BRICS首脳会議の記者会見で北朝鮮兵士が派遣されたとする衛星画像について質問を受け、「画像があるということは、それは何かを反映している」と北朝鮮の派兵について否定しなかった。
北大西洋条約機構（NATO）は28日、北朝鮮の派兵について理事会を開き、韓国政府代表団から最新の状況について説明を受けた。会の後、事務総長であるマルク・ルッテは記者団にクルスク州に北朝鮮の部隊が配置されたことを確認したとともにウクライナへの支援強化の方針を確認したと述べた。
アメリカ国務省報道官のマシュー・ミラーは11月4日、クルスク州に北朝鮮兵士1万人が到着し、「今後数日のうちに戦闘に参加する可能性がある」とした。対してロシア大統領府報道官のペスコフは翌5日、「何も言うつもりはない。なぜなら、アメリカの当局者が『最終的な確認はしていない』と言っているからだ」とミラーの発言について記者団から求められた事実関係の確認を避けた。
2025年1月31日、ウクライナ軍の報道官は、クルスク州の前線で北朝鮮兵を「3週間見ていない」として、多大な損失を被ったため「撤退」したとの見方を示した。また、韓国国家情報院は北朝鮮兵が姿を現さないことについて、多数の死傷者が発生したことが理由の一つとする見解を発表。なお、情報院は同年1月中旬時点の死傷者を約3000人とする推計を発表していた。4月26日、ロシア軍のワレリー・ゲラシモフ参謀総長がクルスク州を完全に解放したとして奪回を宣言し、同時に北朝鮮兵による支援も初めて認めた。続いて4月27日には北朝鮮の朝鮮労働党中央軍事委員会が声明の中で、北朝鮮軍部隊がロ朝戦略的パートナーシップ条約に沿ってクルスク州での軍事活動に参加していたと発表した。韓国国家情報院は4月30日に、クルスク州に派兵された北朝鮮軍兵士のうち約600人が死亡し、死傷者は4,700人にのぼるとの分析結果を国会に提出した。
2025年4月26日、ロシア軍のゲラシモフ参謀総長が、ロシアにおける北朝鮮軍を称賛したこと（前述）に続き、2日後の4月28日、朝鮮中央通信は、北朝鮮がロシアを支援するために兵士を派遣したと初めて報じた。また、同年6月30日、朝鮮中央テレビは、金正恩がロシアに派兵された北朝鮮軍戦死者の棺に触れて哀悼する姿を放映した。
2025年7月時点では、ウクライナ側はなおも北朝鮮から2万5000人から3万人の兵士が追加で派遣される見通を立てて警戒を強めている。

## 分析

### 派兵規模と派遣された北朝鮮兵士
アメリカは当初3,000人規模とみていたがのちに1万人に修正し、韓国は1万3000人とみている。
派遣された北朝鮮兵士について、ロシア軍がロシアの軍事用語を教えているが、理解するのに苦戦しロシア兵と北朝鮮兵の間の意思疎通に課題があると韓国国家情報院が報告した。また多くは20代前半で一部は10代だとみられるとも報告している。他方でウクライナ軍情報局が公開した資料によるとロシアの軍人が北朝鮮兵士に関して不満を漏らし、暴言を吐いているという報道もある。中央日報は、ロシア軍主力部隊と足並みを揃えてこそ北朝鮮兵士が役に立つが、北朝鮮兵士はロシア語を解さず現地戦場にも慣れていないため、ウクライナに反撃する効果的な戦力にはならないと評した。
2025年1月23日のiStoriesの報道によると、ウクライナ軍は北朝鮮の兵士はロシア兵より優れていると評価しているという。北朝鮮の兵役期間は10年であるため、規律があり小火器の扱いに熟練していることから歩兵として優れている。またドローンに対する独自の戦術を持っており、兵士1人を囮にしてドローンと7ｍの距離を保ち、兵士2人が10～12ｍ離れた場所から撃墜する方法を取ってきた。このため、ウクライナ軍のドローン操縦者は兵士1名ではなく小隊を攻撃する戦術に変更している。北朝鮮兵は陣地を取った後にロシア軍の到着を待って撤退する。クルスク地域で12月中旬から戦闘に参加しており、1月中旬ごろからは戦場にほとんどでていないという。北朝鮮が戦争に参加していることの証明のため、ウクライナ軍のいくつかの部隊に北朝鮮兵を捕らえる任務が割り当てられた。しかし、北朝鮮兵は退却できない場合は手榴弾を使って自爆する。またロシア軍と北朝鮮軍は負傷者を処刑しているという。

### 北朝鮮軍兵の詳細
2025年1月9日、負傷した北朝鮮兵2人がクルスク州でウクライナの捕虜となりキーウに送られた。2人のうち1人は、ロシアのトゥバ共和国の身分証明書を所持。2005年生まれで、2021年に北朝鮮の朝鮮人民軍に入隊していた。もう1人は1999年生まれ、2016年に同軍入隊の前哨狙撃兵で、身分証明書などは携帯していなかった。2人とも英語やロシア語、ウクライナ語による会話ができなかった。このうち20歳の捕虜は、尋問を通じて自身の所属を「偵察局第2大隊第1中隊」とし、北朝鮮から船舶でロシアに入り列車で移動したが、敵がウクライナだとは知らなかったと述べている。
同年5月27日までに韓国与党、国民の力のユ・ヨンウォン議員が捕虜2人と面会。政府に対し彼らの亡命に向けた外交努力を要請した。捕虜のうち1人は、両親は既に処刑されているとの観測のもと、韓国への亡命を望んでいることを明らかにした。

### 問題点
戦闘以外の問題点として、派兵開始1か月ですでに18人の兵士が脱走していることがあげられる。北朝鮮国内でのプロパガンダの大がかりな嘘に兵士たちが気づいたためとも推測されている。また、ロシア側は北朝鮮兵1人につき月額2,000ドル（約31万円）を支払っているものとみられているが、その大半は金正恩によって横領され、兵士の手元には「ほとんど、あるいはまったく渡らない」という事実も明らかになってきている。

## 反応

### ウクライナと西側諸国
10月29日、ウクライナ大統領ウォロディミル・ゼレンスキーと韓国大統領尹錫悦が電話会談を行い、両国間で代表団を派遣し合い情報を交換するなど連携を強化することで合意した。同日アメリカ大統領ジョー・バイデンはロシア派兵について「懸念している」と述べ、ウクライナ軍が北朝鮮部隊を攻撃すべきかという質問に対しては「彼らがウクライナに入った場合はそうだ」と答えた。
ゼレンスキーは11月7日、NATO事務総長ルッテと会談し、その後「ロシア・ウクライナ戦争における北朝鮮の新たな役割に対して、西側諸国はより断固たる対応をする必要がある」と述べた。NATOの加盟国32か国は翌8日、共同声明で「欧州・大西洋の安全保障に深刻な影響を及ぼし、インド太平洋地域にも影響を及ぼす」とし、そのほかウクライナ、日本や韓国、オーストラリアやニュージーランドもこの声明を支持した。

#### ウクライナによる投降呼び掛け
ウクライナは10月23日、北朝鮮兵士に投降を促す動画をSNSで公開し、朝鮮語で「他国で無意味に死ぬ必要はない」などと説明した。

### その他国際機関・諸国
11月3日、国際連合事務総長のアントニオ・グテーレスは報道官を通じた声明で懸念を表明し、派兵が事実であれば「危険な緊張激化だ」と指摘した。9日、欧州連合（EU）の外務・安全保障政策上級代表（外相）ジョセップ・ボレルは、訪問先のウクライナで「ロシアと北朝鮮の軍事協力の強化は、この戦争が世界規模に拡大したことを示している」と述べ、北朝鮮への圧力強化を主張した。
中華人民共和国外交部の報道官林剣は11月1日の記者会見で、「北朝鮮とロシアは独立した主権国家であり、2国間関係をどのように発展させるかは彼ら自身の問題だ」として干渉しない姿勢を示した。なお、アメリカは中国に対してこの問題について北朝鮮への影響力を行使すべきとしていた。

## 北朝鮮の兵器提供
北朝鮮は弾薬や兵員などとともに、兵器もロシアに提供していることが報じられている。
包括的戦略パートナーシップ条約締結後の2024年7月30日頃、ボウチャンシク付近でプルセ（火の鳥）4対戦車ミサイルを搭載したM2018戦車駆逐車に類似した装甲車両を、ウクライナ軍のドローンが撮影した。ドローンの操縦士によると、走行車両はミサイルを6発発射して撤収した、12月6日にはウクライナ陸軍の第3独立強襲旅団のドローン部隊「ビトロロム」が、自爆ドローンでプルセ（火の鳥）4対戦車ミサイルの発射車両とみられる装甲車両を、ウクライナ北東部のハルキウ州で撃破したと発表した。
11月20日、韓国国家情報院は北朝鮮が170mm自走砲と240mm多連装ロケット砲をロシアに輸出したことを報告した。11月14日には写真で、12月には動画で主体砲（M1989「コクサン」）がロシア領内で貨車に積まれて輸送されるのが目撃され、M1989がロシアに輸出されていることが確実になった。ロシア陸軍は開戦以来、800門以上の自走砲を失ったとされており、不足する自走砲の補充のために輸出されたとされている。なお、ロシア陸軍は170mm口径の自走砲を保有しておらず、170mm砲弾の工場は北朝鮮にのみある可能性から、既に輸出されている122mmや152mmの砲弾と同様に、170mm砲弾も北朝鮮から輸出されているとみられている。